# Оріент (Іллінойс)
Оріент (англ. Orient) — місто (англ. city) в США, в окрузі Франклін штату Іллінойс. Населення — 327 осіб (2020).

## Географія
Оріент розташований за координатами 37°55′3″ пн. ш. 88°58′42″ зх. д. / 37.91750° пн. ш. 88.97833° зх. д. (37.917551, -88.978331).  За даними Бюро перепису населення США в 2010 році місто мало площу 1,95 км², з яких 1,93 км² — суходіл та 0,02 км² — водойми.

## Демографія
Згідно з переписом 2010 року, у місті мешкало 358 осіб у 154 домогосподарствах у складі 95 родин. Густота населення становила 184 особи/км².  Було 171 помешкання (88/км²).
Расовий склад населення:
| - 97,8 % — білих |

До двох чи більше рас належало 2,2 %. Частка іспаномовних становила 2,2 % від усіх жителів.
За віковим діапазоном населення розподілялося таким чином: 16,2 % — особи молодші 18 років, 66,5 % — особи у віці 18—64 років, 17,3 % — особи у віці 65 років та старші. Медіана віку мешканця становила 45,1 року. На 100 осіб жіночої статі у місті припадало 108,1 чоловіків;  на 100 жінок у віці від 18 років та старших — 98,7 чоловіків також старших 18 років.
Середній дохід на одне домашнє господарство  становив 42 505 доларів США (медіана — 36 250), а середній дохід на одну сім'ю — 50 284 долари (медіана — 40 417). За межею бідності перебувало 23,3 % осіб, у тому числі 34,8 % дітей у віці до 18 років та 8,7 % осіб у віці 65 років та старших.
Цивільне працевлаштоване населення становило 152 особи. Основні галузі зайнятості: роздрібна торгівля — 23,7 %, освіта, охорона здоров'я та соціальна допомога — 19,1 %, публічна адміністрація — 11,8 %, виробництво — 11,2 %.